# Chinnawat Prachuabmon
Chinnawat Prachuabmon (thailändisch ชินวัตร ประจวบมอญ; * 4. März 2004 in Khon Kaen) ist ein thailändischer Fußballspieler.

## Karriere

### Verein
Chinnawat Prachuabmonchaft erlernte das Fußballspielen in der Schulmannschaft der Khon Kaen Sports School in seiner Geburtsstadt Khon Kaen. Seinen ersten Vertrag unterschrieb er Ende Januar 2024 bei Chiangrai United. Der Verein aus Chiangrai spielt in der ersten Liga, der Thai League. Sein Erstligadebüt gab Chinnawat Prachuabmon am 15. Februar 2024 (17. Spieltag) im Heimspiel gegen den Trat FC. Bei dem 3:1-Erfolg wurde er in der 90.+1 Minute für den Brasilianer Miguel Bianconi eingewechselt.

### Nationalmannschaft
Chinnawat Prachuabmonchaft gab sein Debüt in der thailändischen U23-Nationalmannschaft am 19. März 2025 in einem Freundschaftsspiel gegen die Vereinigten Arabischen Emirate. Bei der 1:0-Niederlage im Grand-Hamad-Stadion stand er in der Startelf und spielte die kompletten 90 Minuten.